# Савин Катански
Савин Катански, Савин из Катаније (– Манастир Етна, 15. октобар 760) био је епископ Катаније у 8. веку. Као светитеља га поштују Православна и Католичка црква. Помиње се 15. октобра.

## Биографија
Блажени Савин је због многих врлина својих изабран за епископа у граду Катанија. После извесног времена повукао се у манастир на обронцима Етне, да се потпуно посвети молитви, пошто је волео усамљеничко молитвено тиховање. Тамо се предао великим и тешким подвизима: молитве, поста, бдења и гладовања. Због тога се удостоји дара чудотворства и прорицања. И благодаћу Божјом он болесне исцељиваше, ђаволе изгоњаше и будућност предсказиваше. И многе он поукама својим убеди да оставе свет и родитеље своје, и да служе Христу у монашком звању. И пошто богоугодно поживе, он у миру сконча, предавши дух свој Господу; тело пак његово би предано земљи, и даје исцељења вернима.

## Извор
1. ↑  Szlufik, Piotr (2017-06-30). „Rec. A. Amato, I Santi messaggeri di misericordia, Libreria Editrice Vaticana, Città del Vaticano 2016.”. Seminare. Poszukiwania naukowe. 2017(38) (nr 2): 199—200. ISSN 1232-8766. doi:10.21852/sem.2017.2.18.
2. ↑  „Свети преподобни Савин, епископ Катански”. Вечити православни календар (на језику: српски). Приступљено 2024-08-01.
3. ↑  „Свети преподобни Савин, епископ Катански”. Prijateljboziji.com (на језику: српски). Приступљено 2024-08-01.